# Княжигора
Княжиго́ра (рос. Княжигора) — присілок у складі Кічменгсько-Городецького району Вологодської області, Росія. Входить до складу Городецького сільського поселення.

## Населення
Населення — 236 осіб (2010; 205 у 2002).
Національний склад (станом на 2002 рік):
- росіяни — 95 %